# Bóndi
El bóndi (també karl i húsbóndi) en l'Era vikinga escandinava era el nucli principal de la societat, format per camperols i artesans, i constituïen una classe mitjana molt generalitzada. Eren homes lliures i tenien destacats drets, com l'ús d'armes i el privilegi d'integrar el Thing en la seva condició de grangers propietaris i/o terratinents.
El perfil del bóndi s'especifica en la Rígsthula, una llegenda escandinava que descriu al déu Ríg ajagut amb tres parelles per procrear i portar al món a les tres classes socials: thralls, karls (o bóndi) i jarls. El poema descriu com ha de ser la imatge, el comportament, i el tipus de la feina que s'espera a cada un:
Amma va donar a llum un nen
i el va embolicar en un bolquer.
Li van donar aixopluc
i li van posar per nom Karl,
el vermell, el sa. Va obrir els ulls.
Va començar a créixer
i a desenvolupar-se.
Va forjar reixes per les seves arades
va construir graners.
Va domesticar bous
va aixecar cases.
Es va procurar carros
va manipular l'arada.
Va anar a la recerca
de la propietària de la casa.
Vestida de pell de cabra
i la hi va donar a Karl.
La va cridar jove
i va sostenir el seu vel nupcial.
Van viure com esposos
es van canviar anells.
Es van cobrir el seu llit amb llençols de lli
van construir una llar.
Els seus fills van portar els noms següents: Saüc,
 Casolà i Ferrer
 Pagès, Arador
 Barba afilada, Bonde
 Barba de garba, Paladí
 Mosso, Home.
I les seves filles: Donzella,
Núvia, Alegre
Noia, Orgull
Dona, Femella
Filla, Virtuosa, Casta.
Amb ells es va inaugurar
la casta dels homes lliures.

## Karl
La mitologia nòrdica cita Karl com a fruit de la relació il·lícita entre el déu Heimdal i la mortal Amma. Karl i la seva esposa Snor, serien els progenitors dels camperols i homes lliures. Els odalsbóndi (propietaris de possessions amb caràcter hereditari) podien cedir part de les seves terres a altres Karls a canvi de lleialtat i suport incondicional sempre que fos necessari.

## Navegants i comerciants
Però sobretot els bóndi eren grans navegants i comerciants. Amb els seus drakkars per a la guerra i knarrs per al comerç, els vikings dominen pràcticament els mars a Europa septentrional. De vegades pirates i altres comerciants, segons circumstàncies. És l'any 873, tot i la mútua desconfiança entre els vikings i l'Imperi Carolingi, quan es pacta el fonament perquè els mercaders poguessin travessar les fronteres per tal de comprar i vendre productes en pau. Birka i Hedeby arriben a ser dos enclavaments importants en les rutes comercials de l'època.